# کالج ایالتی کلارک
کالج ایالتی کلارک  (به انگلیسی: Clark State College) کالج ایالتی کلارک یک کالج عمومی در اسپرینگفیلد، اوهایو است. این کالج در سال ۱۹۶۲ با نام برنامه آموزش فنی اسپرینگفیلد و کلارک کانتی افتتاح شد. این کالج دارای شعب دیگری در بیورکریک، بلفونتین و زنیا است.

## پیشینه
برنامه آموزش فنی شهرستان‌های اسپرینگفیلد و کلارک در سال ۱۹۶۲ افتتاح شد و شروع به ارائه آموزش‌های فنی برای ساکنان اسپرینگفیلد، اوهایو و جوامع اطراف کرد. اساسنامه سازمان موسسه فنی شهرستان کلارک در ۱۸ فوریه ۱۹۶۶ لازم‌الاجرا شد. موسسه فنی شهرستان کلارک اولین کالج فنی اوهایو بود که توسط هیئت مدیره اوهایو تأیید شد و نام آن با اقدام هیئت مدیره اوهایو در ۱۷ فوریه ۱۹۷۲ از موسسه فنی شهرستان کلارک به کالج فنی کلارک تغییر یافت. اساسنامه در ۱۷ ژوئن ۱۹۸۸ از کالج فنی کلارک به کالج اجتماعی ایالت کلارک تغییر یافت و کالج در همان سال شروع به ارائه مدارک کاردانی هنر و کاردانی علوم کرد.
با اضافه شدن مدارک لیسانس که اکنون در دانشگاه ایالتی کلارک موجود است، هیئت امنا به تغییر نام موسسه رأی داد تا پیشرفت‌های فرصت‌های آموزشی ایجاد شده توسط کالج را در بر بگیرد. این کالج یک آکادمی افسران صلح را اداره می‌کند. در ۱ ژانویه ۲۰۲۱، کالج اجتماعی ایالت کلارک به کالج اجتماعی ایالت کلارک معروف شد.